# ليستير دافنبورت
ليستير دافنبورت (بالإنجليزية: Lester Davenport)‏ هو موسيقي وعازف قيثارة ومغني أمريكي، ولد في 6 يناير 1932، وتوفي في 17 مارس 2009 في شيكاغو في الولايات المتحدة بسبب سرطان البروستاتا.

## وصلات خارجية
- ليستير دافنبورت على موقع ميوزك برينز (الإنجليزية)
- ليستير دافنبورت على موقع ديسكوغز (الإنجليزية)